# Gómez Pérez Dasmariñas
Gómez Pérez Dasmariñas (Betanzos 1539 - 25 oktober 1593) was een Spaans koloniaal bestuurder en de zevende gouverneur-generaal van de Filipijnen van 1590 tot 1593.

## Biografie
Gómez Pérez Dasmariñas, voluit eigenlijk Gómez Pérez das Mariñas de Ribadaneira, werd geboren in 1539 in Betanzos in de Spaanse regio Galicië. Dat was in die tijd, door de ligging aan de toen nog begaanbare rivier, een havenstad op zo'n zestig kilometer zuidoost van Viveiro in het uiterste noordwesten van Spanje. Hij werd geboren in een adellijke familie. Zijn ouders waren Fernán Díaz de Ribadaneira en Berenguela das Mariñas. Ondanks hun niet al te hoge adellijke afkomst waren zijn ouders voor die tijd wel erg welgesteld. Dasmariñas had echter nog een oudere broer Alvaro González de Ribadeneira. Deze broer had daarom als eerstgeboren recht had op het familielandgoed. 
Op 23 juni 1664 trouwde Dasmariñas met María Sarmiento. Een maand later overleed zijn vrouw echter. Rond 1566 hertrouwde hij met Ana Páez de Sotomayor y Mendoza, net als zijn eerste vrouw ook van adellijke afkomst. Met haar kreeg hij drie kinderen. In 1568 werd in Viveiro zijn enige zoon Luis Pérez Dasmariñas geboren. Daarna kreeg het stel nog twee dochters genaamd Berenguela en Gregoria die beiden werden geboren in O Vicedo. Ook zijn tweede vrouw overleed waarschijnlijk al relatief jong, omdat hun jongste dochter opgroeide in het huishouden van Alonso Teixero, een koopman in dienst van Dasmariñas.
Op 30 januari 1579 werd Dasmariñas aangesteld als corregidor (burgemeester) van León en het omliggende district. Gedurende zijn periode als corregidor werden diverse gebouwen, wegen en fonteinen aangelegd. In 1681 werd ook het Casa de Carnicería (vleesmarkt) voltooid, waarover daarvoor al enige jaren discussies werden gevoerd. Op 27 september 1584 volgde een promotie tot corregidor van Murcia, Lorca en Cartagena. Deze functie zou hij bekleden tot 1 januari 1587. In 1989 werd Dasmariñas door koning Filips II van Spanje benoemd tot gouverneur en kapitein-generaal van de Filipijnen. Tegelijkertijd werd hij ridder in de Orde van Santiago.
Pérez Dasmariñas vertrok op 3 december 1589 vanuit Europa naar Nieuw-Spanje (Mexico) samen met de vloot die ook de nieuwe onderkoning van Nieuw-Spanje Luis de Velasco y Castilla naar het land bracht. Op 1 maart 1590 vertrok hij vanuit Acapulco richting de Filipijnen, waar hij eind mei aankwam en op 1 juni zijn nieuwe positie innam. 
Dasmariñas had de opdracht gekregen om de Audiencia van Manilla op te heffen en de verdediging van de stad te versterken en dit waren dan ook de belangrijkste taken waar hij zich in zijn beginperiode als gouverneur-generaal mee bezig hield. De Audiencia werd opgeheven, de president en de rechters van het tribunaal werden teruggestuurd naar Spanje. De seniorrechter Pedro de Rojas mocht echter blijven. Hij werd aangesteld als auditor en hielp de gouverneur-generaal bij zaken met betrekking tot de rechtspraak. 
Op koninklijk bevel richtte Dasmariñas ter verdediging van de stad een garnizoen van enkele honderden manschappen op en werd begonnen aan een muur rond de stad, die in 1593 gereed kwam. Het fort Nuestra Señora de Guia, dat zijn voorganger liet bouwen, werd vernietigd en in plaats daarvan verbeterde hij het bestaande houten fort aan de monding van de Pasig, dat hij Fort Santiago noemde. Het Fort kreeg een kat, en werd uitgerust met geschut. Ook spoorde hij de inwoners van Manilla aan om hun gebouwen in steen te bouwen. Bisschop Domingo de Salazar was de eerste die zijn huis van steen liet optrekken. In 1592 was ook de nieuwe stenen Kathedraal van Manilla gereed. Ook liet hij enkele galeien bouwen om de kusten de kunnen verdedigen en onderdrukte hij een opstand in Zambales. Dasmariñas stuurde zijn zoon Luis Pérez Dasmariñas met een militaire expeditie naar de provincie Cagayan en andere delen van de archipel waar de Spanjaarden voorheen nog niet geweest waren.
Het opheffen van de Audiencia van Manilla bracht Dasmariñas in conflict met bisschop Salazar. Het was Salazar die jaren ervoor had gepleit voor het oprichten van een Audiencia. Na de opheffing vonden sommigen Spanjaarden in de kolonie, waaronder de bisschop, dat de macht te veel bij de gouverneur-generaal belegd was. Ondanks zijn hoge leeftijd, reisde Salazar daarop terug naar Spanje om daar aan het Hof van de Koning te pleiten voor de terugkeer van het tribunaal. Daarnaast pleitte hij nog voor enkele andere zaken zoals de oprichting van andere bisdommen in de Filipijnse kolonie. Salazar kreeg uiteindelijk zijn zin. In 1596 keerde de Audiencia van Manilla terug.   
In 1591 deed Dasmariñas de Spaanse Conquistador Esteban Rodriguez de Figueroa een voorstel die ervoor zou moeten zorgen dat ook het zuidelijk gelegen Mindanao en omliggende eilanden ook onder controle van de Spanjaarden zou komen. Wanneer Figueroa er in zou slagen om het gebied of een deel ervan te veroveren zou hij er worden aangesteld als gouverneur. Bovendien werden hem grote landerijen in het vooruitzicht gesteld bij een succesvolle campagne. De goedkeuring door de Spaanse koning van het voorstel van Dasmariñas ontving Figueroa pas enkele jaren later, in 1595. De veroveringscampagne van Figueroa een jaar later eindigde in een deceptie en leidde tot diens dood.
In 1593 organiseerde Dasmariñas een expeditie naar de Molukken. Het plan was om met een vloot en een troepenmacht van zo'n 900 mensen naar Ternate te varen om daar het stenen fort van de Hollanders te veroveren. Dasmariñas zou de expeditie persoonlijk leiden en op 24 oktober 1593 vertrok hij in een galei die geroeid werd door Chinese roeiers vanuit Cavite naar Pintados, waar de vloot onder leiding van zijn zoon Luis Pérez Dasmariñas zich reeds bevond. Op de tweede dag van de reis daarheen kwamen de Chinese roeiers echter in opstand. Bij deze muiterij kwamen gouverneur Dasmariñas en diverse andere Spanjaarden om het leven. 
In eerste instantie werd Pedro de Rojas door de Spanjaarden in Manilla gekozen tot tijdelijke opvolger van de omgebrachte gouverneur. Na de terugkeer van Luis Pérez Dasmariñas, de zoon van de Gómez Pérez Dasmariñas, uit de Molukken werd echter duidelijk de gouverneur voor zijn dood zijn zoon had aangewezen als opvolger.